# Sous-sol (géologie)
Pour les articles homonymes, voir Sous-sol.
Dans le domaine de la géologie, de la géotechnie et de l'exploitation des ressources minières, la notion de « sous-sol » désigne au sens large l'ensemble des couches de l'écorce terrestre situées sous la couche superficielle constituée du sol pédologique ou de substrats ou objets artificiels créés par l'homme. Par analogie, on parle également de sous-sol pour les couches peu profondes des planètes telluriques et autres corps célestes constitués de roches.

## Histoire

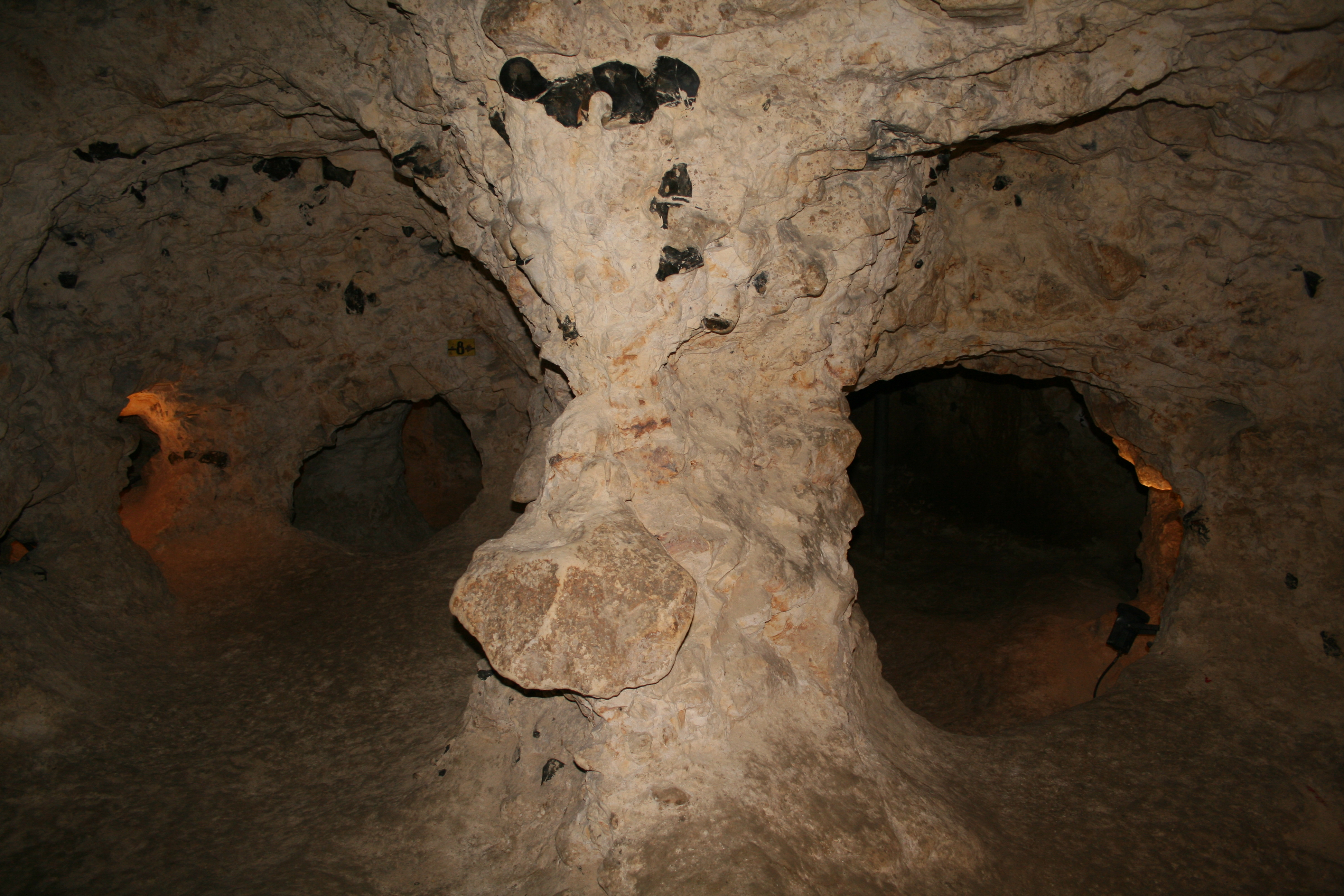
Minières néolithiques de silex de Spiennes.

L'exploration et l'exploitation du sous-sol date de la Préhistoire (puits et galeries d'exploitation du silex par exemple).
Elle s'est développée et avec la métallurgie (âge du bronze puis durant le développement des royaumes et empires grecs, romain, chinois, africains avec la recherche de gemmes précieuses. Durant ces époques, les sociétés dominantes cherchent, trouvent et exploitent de nouveaux gisements (via des invasions souvent). Au Moyen Âge, puis de la Renaissance au XVIIIe siècle l'activité minière et le creusement de puits exploitant la nappe phréatique continuent à se développer mais rarement à plus de quelques mètres ou dizaines de mètres de profondeur.
Dans sa partie superficielle, le sous-sol a aussi été traditionnellement utilisé pour ensevelir les morts dans des tombes ou des puits funéraires (dont en Gaule). On y a aussi construit des silos (pour les graines), les réservoirs d'eau, et de nombreux puits ont servi de dépotoirs, exploités par les archéologues.
À partir du XIXe siècle et surtout au XXe siècle, le sous-sol a été largement utilisé pour enfouir un grand nombre de déchets, ménagers, communaux, agricoles, industriels, etc. (décharges), avec en France plusieurs dizaines de milliers de décharges municipales en fonction sans contrôle des risques jusque dans les années 1950-1970.
En matière d'exploitation des ressources du sous-sol, c'est dans l'« Anthropocène » et avec la révolution industrielle qu'une nouvelle et véritable économie du sous-sol se développe, presque toujours au profit des pays riches dans les pays dits « sous-développés » s'est développée, basée sur une exploitation peu à peu généralisée du sous-sol, se déportant même vers les fonds marins avec l'invention du forage offshore et les applications du forage horizontal, faisant fortement croître l'empreinte humaine, et la déplaçant de la surface du sol et des mers aux premiers kilomètres de la croute terrestre, avec aujourd'hui des forages profonds jusqu'à des couches exposées à de hautes pressions où la température avoisine 200 voire 300 °C. Les villes, via l'« urbanisme souterrain », l'enfoncement de pieux et la construction de réseaux complexes de tunnels, d'égouts, gaines électriques et conduites de gaz, etc. s'enfoncent aussi de plus en plus profondément dans le sous-sol avec lequel elles peuvent interagir (fuites de gaz et d'eau notamment, rabattement et contamination de nappes, production de déblais issus du sous-sol et remblai par des déchets issus de la surface…).
La généralisation récente aux États-Unis de la fracturation hydraulique et de diverses méthodes de stimulation de gisements d'eau ou d'hydrocarbures (liquides, gazeux ou sous forme de condensats de gaz naturel) ; par surpression ou mise en dépression ou avec l'aide de désorbants chimiques, a encore augmenté les capacités techniques et volumétriques d'exploitation du sous-sol, avec des impacts environnementaux et sanitaires et des risques de séismes induits qui peuvent également augmenter en conséquence.
Ces capacités ont durant deux siècles dopé une « croissance intensive » de l'industrie, de l'agriculture et des villes, mais se traduisent également négativement par la surexploitation de nombreuses ressources du sous-sol, une empreinte écologique aggravée et une contribution accrue aux émissions de gaz à effet de serre et au dérèglement climatique. Les ressources les moins profondes et les plus faciles à exploiter ont souvent déjà été consommées. Les exploitations offshore ou profondes (sous haute pression, haute température) sont plus dangereuses et beaucoup plus coûteuses. La raréfaction ou pénurie de certaines ressources font rechercher de nouveaux modèles de développement (par exemple plus basés sur les ressources propres, sûres et renouvelables, plutôt que sur des ressources fissiles ou fossiles, dans le cadre d'un développement dit soutenable ou pour J Rifkin d'une troisième révolution industrielle).

## La vie dans le sous-sol
Hormis dans les zones très froides (congélation permanente comme dans les pergélisols profonds) ou très chaudes, le sol est riche en organismes vivants qui l'utilisent comme habitats et qui contribuent à le produire à partir du substrat minéral et en biodégradant et recyclant la matière organique. Cette partie de la biosphère et de la biodiversité, surtout composée de micro-organismes est toutefois encore mal connue, y compris dans les nappes souterraines.
Le sous-sol était autrefois réputé « abiotique » (sans vie). Mais en réalité des communautés microbiennes aérobies et hétérotrophes y vivent (dans les sables et grès par exemple, surtout à proximité des sources de matières organiques) ainsi que des communautés anaérobies et plus extrêmophiles, chimiotrophes et/ou lithotrophes parfois s'y développent en communautés très diversifiées, probablement depuis des milliards d'années, associant aujourd'hui de très nombreuses espèces de bactéries. Plus près de la surface et parfois en profondeur, on trouve des espèces plus évoluées (divers nématodes et acariens) ou d'autres micro-organismes, plus ou moins associées aux caractéristiques géologique de la couche prospectée,. À grande profondeur, au-dessus de 100 °C, c'est la température qui semble être le principal facteur limitant de la Vie.
Des communautés souterraines se développent aussi en profitant des cavités naturelles ou créées par l'Homme (galeries de mines, puits, réservoirs souterrains, décharges souterraines…, et au gré de la circulation de l'eau et de l'ouverture ou du colmatage des failles ou de la macroporosité naturelle de certains substrats.
Des espèces dites extrêmophiles nouvelles y sont régulièrement découvertes ; dont des espèces acidophiles (vivant dans des environnements acides (pH optimum de croissance proche de 3) ou au contraire alcalophiles (vivant dans des environnements basiques ; pH optimum de croissance proche de 9 et plus), ou encore des espèces halophiles (colonisant des milieux salés).
En profondeur, ces espèces sont souvent aussi métallophytes (ou simplement très tolérantes au métaux, ce qui leur permet de survivre à des taux de cuivre, cadmium, arsenic, mercure ou zinc par exemple qui tueraient la plupart des organismes vivant en surface), barophiles (supportant des hautes-pressions), radiorésistantes, (le sol profond est souvent naturellement plus radioactif qu'en surface), thermophile (supportant de hautes températures, par exemple avec des optimums de croissance dépassant 50 °C) ou hyperthermophiles (90 à plus de 100 °C), xérophiles (résistantes à la dessiccation quand l'eau vient à manquer). Ces espèces encore méconnues pourraient composer une part importante de la diversité génétique du Vivant. Certaines espèces jouent un rôle dans l'épuration naturelle de l'eau durant son parcours dans le sous-sol vers les nappes.
Les racines des arbres peuvent explorer et « décolmater » la partie supérieure du sous-sol et/ou le coloniser jusqu'à plusieurs dizaines de mètres de profondeur, notamment le long de réseaux de failles ou faillettes dans lesquelles un feutre racinaire dense peut se développer. Elles facilitent la pénétration et circulation de microorganismes et des mycéliums de champignons. L'agriculture et la sylviculture utilisent des sous-soleuses pour favoriser l'enracinement profond et/ou casser la semelle de labour.

### La limite sol/sous-sol
Il existe une interface sol/sous-sol très complexe, qui est un « écotone » encore assez mal connu, hormis des pédologues (qui y voient le dernier « horizon pédologique » du sol, généralement marqué par une différence de couleur et de texture) et plutôt en termes physico-chimiques qu'écologiques ou biologiques. Des cartographies de la diversité bactérienne du sol apparaissent et les avancées techniques du métabarcoding pourraient permettre de bientôt mieux connaître les éventuelles spécificités génétiques des bactéries vivant dans cet horizon inférieur du sol et dans les parties les plus « superficielles » du sous-sol. Les champignons mycorhiziens y jouent notamment un rôle important de liaison des arbres au sol ou des arbres entre eux.

### Sous-sol et terroir
Les « terroirs » agricoles, qui donneraient leurs goûts spécifiques à certains vins, laits, fromage, etc. doivent certaines de leurs caractéristiques au sous-sol et aux nutriments qu’ils libèrent ou retiennent. Les régions naturelles de France se superposent souvent à des zones géologiques particulières donnant lieu à un système agroalimentaire localisé, éventuellement reconnu par une labellisation dite d’« Indication géographique ».
Ainsi, les racines de la vigne s’enfoncent parfois jusqu’à une trentaine de mètres dans le sous-sol.

## La prospection du sous-sol
Elle a commencé à la préhistoire avec le creusement de puits dans la craie, afin d'en extraire de gros moignons de silex ensuite taillés pour former des pointes de flèches et de lance, des grattoirs, des lames, etc.
Ensuite alors que la science géologique naissait et se développait, l'exploration des grottes souterraines puis les données issues du creusement des puits et de carottages exploratoire qui ont été les premières sources d'informations, avec l'apparition d'échantillons de références et de lithothèques permettant une analyse visuelle et physicochimique directe d'échantillons de sous-sol (ou des analyses indirectes d'eau ou de gaz remontés du sous-sol).
Des moyens de prospections plus sophistiqués sont apparus au XXe siècle avec notamment :
- la prospection électrique qui tire des enseignements de la résistivité (dont résistivité apparente) du sous sol[11],[12] ;
- la prospection sismique[13], la tomographie sismique[14] ;
- la prospection environnementale (qui est souvent aussi une évaluation environnementale) ; elle porte surtout sur le repérage et/ou la mesure de l'étendue de diverses contaminations d'origine naturelle. Il s'agit rarement de pollutions naturelles (d'eau de nappe par de l'arsenic par exemple au Bangladesh). Plus souvent la prospection vise à retrouver des sources anthropiques de pollutions (industrielles, urbaines, décharges anciennes, friches industrielles, pollution agricoles…). Elle se base sur l'analyse d'échantillons par exemple récupérés via les piézomètres, et divers forages ou sondages. On y recherche des marqueurs de pollution (ou traceurs de pollution). Ces marqueurs sont des molécules organiques ou inorganiques dont on caractérise les composants chimiques ou isotopiques[15]). Ainsi, une teneur anormale en Se, As, W, Cs, Sc, Bi, Ga, Hg ou Ag dans l'eau ou le sous-sol proche d'une décharge de déchets ménagers signe le fait que des déchets toxiques (souvent d'origine industrielle) y ont probablement été cachés ou involontairement mélangés[15]. D'anciennes décharges ou pollution d'origine industrielles ou accidentelle (ou séquelles de guerre) dont les archives n'ont pas gardé trace peuvent ainsi être retrouvées. De manière générale, la contamination du sous-sol et de ses nappes par des déchets ménagers est plus difficile à détecter, mais les « déchets urbains » ont aussi une certaine signature avec un percolat enrichi en Cu, U, La, B, Al, Ni et Co alors que les déchets de démolition sont plutôt caractérisés par une augmentation en ions Zn et Li pour les déchets de démolition[15]. Un taux anormal (supérieur au bruit de fond) de Cs, Sb, Sn, Ag, Bi, La, Se, Zr et tritium indiquent la contamination à partir d'une site industriel contaminé[15].

Dans tous les cas, un contexte acide augmente le taux de métaux ou métalloïdes relargué ainsi que leur mobilité dans le sous-sol. Ce contexte acide peut être naturel ou issu d'un processus de drainage minier (« réaction autocatalytique », c'est-à-dire spontanément autoentretenue) initié par l'exploitation de sous-sol contenant des pyrites. Les galeries d'anciennes exploitations minières peuvent aussi accélérer la migration passive de ces produits, horizontalement au sein d'une même couche, ou verticalement (d'une couche à l'autre voire d'une nappe à l'autre). Trouvés en quantité anormale dans une nappe phréatique du sous-sol, les éléments suivants : Ti, Co, V, Ni, Cu, Ba, Br et B peuvent être considérés comme indicateurs de la proximité d'une décharge non étanche. De manière générale, à proximité d'un site contaminé, le plomb et le cadmium sont présentes en plus grande quantité dans les eaux de surface qu'en profondeur.

## La modélisation du sous-sol
La modélisation géométrique des couches géologiques a récemment bénéficié des progrès de l'informatique et des données issues des millions de carottages faits de par le monde (dans le cadre de la prospection minière et pétrolière surtout, et de plus en plus dans le cadre de la prospection géothermique qui va aussi permettre de mieux comprendre la physique des transferts thermiques dans divers types de sous-sol).
On cherche aussi à mieux modéliser les phénomènes de rabattement de nappe (par exemple induits par d'intenses pompages industriel ou d'irrigation agricole, ou par les pompages d'exhaure de mines. Pour des raisons différentes, mais avec des outils en partie similaires, on cherche ensuite à modéliser et anticiper les remontées de nappe, qui peuvent avoir des conséquences environnementales positives et/ou négatives selon les cas.
Ces modèles peuvent aussi devenir un appui aux études sur les externalités environnementales ou sur l'évolution chimique du sous-sol ou de stériles exploités (oxydation, acidification…).

## Bases de données sur le sous-sol
Il est utile de conserver la mémoire des forage et cavités, car ils sont sources de risques pour le futur (pollutions, effondrements…), ou pour certains pourraient être réutilisés, mais contrairement aux données de surface plus facile à organiser sur un Système d'information géographique (SIG) multicouche (ex. : la base de données géographique des sols de France de l'INRA), la banque de données du sous-sol (BSS) est tridimensionnelle.
En France, le code minier impose depuis 1958 que tout ouvrage atteignant 10 mètres de profondeur ou plus soit déclaré. Depuis 2003, tout rapport de travaux sur tous les ouvrages « exécutés en vue de la recherche, la surveillance ou les prélèvements dans les eaux souterraines » doit en outre avoir un numéro de BSS et être archivé. À titre d'exemple, en 2008, ce sont en France près de 11 000 déclarations de travaux (presque toutes dans le domaine de l’eau) qui ont été reçues par le BRGM.
Une base de données sur le sous-sol (BSS) est maintenue par le BRGM et déclarée à la CNIL.
Elle contient en 2013 des données d'archives issues de près de 700 000 forages et travaux souterrains dont les plus anciennes ont plus de 100 ans, provenant principalement des recherches minières, hydrologiques et géothermiques, mais aussi de la recherche pétrolière et gazière. Les données brutes à caractère administratif et géologique sont maintenant accessible (Open data) sur internet via le portail InfoTerre du BRGM (propriétaire, lieu, couches géologiques rencontrées, numérisations de profils ou autres documents, description d'équipements des forages, etc.). Les données papier ancienne ont été micro-filmées (65 000 microfiches de dossiers faites de 1980 à 1995) puis peu à peu numérisées (924 000 documents disponibles en 2008). La numérisation de tous les documents « papier » s'est poursuivie avec « 2 000 000 documents numérisés associés aux descriptifs des 700 000 dossiers BSS ».
Le Bureau de recherches géologiques et minières (BRGM) demande maintenant aux foreurs professionnels de verser leurs données standardisées dans la BSS via le logiciel GesFor (créé en 2002), via l'une de ses 19 implantations régionales de métropole et d’outre-mer où un « correspondant BSS » est à leur disposition, sous l'égide du siège et du centre scientifique et technique basés à Orléans. En 2013, après plusieurs décennies de travail de numérisation et catégorisation, la BSS contient environ 50 % des données disponibles (des archives pétrolières et minières y manquent encore, de même que des données issues du monde agricole, des agences de l'eau et des services de l'équipement).
Le « sous-sol marin» n'est pas oublié, mais il fait l'objet d'une nouvelle base de données séparée (la Banque de géologie marine ou BGM). Cette banque de données contient pour l'instant surtout des données lithologiques (56 000 points de reconnaissance disponibles en 2013 et dont le plus ancien date de 1850), granulométriques et chimiques provenant d'Ifremer, de l'IRD, du SHOM, du MNHN, de l'INSU ou d'autres partenaire (privés y compris), et un projet de réseau de bases de données de géosciences marines est à l'étude.

## Réglementation
Le sous-sol contient l'essentiel des ressources minérales et minières plus ou moins facilement accessibles ainsi que les principales ressources en eau douce (nappes phréatiques). Il est source de service écosystémiques (stockage du carbone dans les tourbes, charbons et hydrocarbures liquides ou gazeux), et d'importants services d'usages (nappes phréatiques) qui en font un bien commun.
Il fait donc l’objet d'une réglementation particulière en termes de droits d'usage, de propriété et de protection ; législation ou droit coutumier qui ont beaucoup varié dans le temps et selon les civilisations ; législations devenues nationales ou locales et qui sont amenées à évoluer au gré de la connaissance (scientifique et technique notamment) et de l'identification des enjeux liés au sous-sol
Des législations émergentes existent, par exemple concernant les risques de séismes induits ou relatives au sous-sol profond susceptible d'être utilisé pour la géothermie profonde ou comme lieu de stockage géologique du carbone, ou lieu de stockage de déchets radioactifs à longue vie. Ainsi le premier texte européen ne date que de juin 2009 (directive définissant le cadre réglementaire pour le stockage géologique du CO2 sur le territoire de l’Union européenne (dite « directive CSC », qui pose un cadre général de protection de l’environnement et de la santé publique pour tout projets de stockage de plus de 100 kilotonnes, avec interdiction de tout stockage du CO2 dans la colonne d’eau (mers ou océans), il complète la directive SCEQE et la directive sur la responsabilité environnementale (2004/35/CE).
Certains types de sous-sol, stables, non faillés et très imperméable sont particulièrement recherchés pour le stockage de déchets toxiques (décharge de classe I ou décharge de classe 0), le stockage géologique du méthane (déjà ancien), du CO2 (en cours d'expérimentation), le stockage d'eau ou de calories, etc. Ils sont assez rares, et d'éventuels conflits d’usages pourront en effet se présenter à l'avenir. Ces services donnent au sous-sol une nouvelle valeur (éventuellement marchande autre qu'en tant que ressource minière), qui peuvent influer sur certains équilibres géostratégiques et géopolitiques.

### Réglementation en France
Dans ce pays, le droit du sous-sol est aujourd'hui principalement cadré par le Code minier et par le Code de l'environnement. Exploiter une carrière nécessite l'autorisation du propriétaire de la parcelle, mais exploiter la même ressource ou une autre de manière souterraine (mine/forage) ne nécessite pas cette autorisation. L'exploitant du sous-sol peut imposer certaines installations (routes ou voies ferrées) au propriétaire, moyennant des indemnisations.
L’article 552 du Code civil voulait que « la propriété du sol emporte la propriété du dessus et du dessous », ce qui donne théoriquement au propriétaire la du fonds (surface au sol) mais aussi du tréfonds, c’est-à-dire du sous-sol sous-jacent à ce terrain jusqu’au centre de la terre. Les limites du terrain en surface déterminent celles du sous-sol et donc également des cavités qui peuvent trouver (se posent alors la difficile question du partage des droits sur les ressources liquides (eau, pétrole…) qui peuvent y circuler (par exemple, le pompage sur une parcelle, peut littéralement vider la ressource située sous les parcelles voisines). L'article 552 du Code civil précisait que le propriétaire du sol « peut faire au-dessous toutes les constructions et fouilles qu’il jugera à propos, et tirer de ces fouilles tous les produits qu’elles peuvent fournir, sauf les modifications résultant des lois et règlements relatifs aux mines, et des lois et règlements de police » et depuis le Code minier de 1810 qui confie les ressources minières et en hydrocarbure à l'État, et alors que les moyens scientifiques, techniques et mécaniques d'exploitation du sous-sol se développaient (avec la révolution industrielle notamment), pour des enjeux économiques et géostratégiques, jugés d'intérêt public et d'général le droit du sous-sol s'est peu à peu complexifié pour mieux encadrer les activités humaines touchant au sous-sol, et leurs risques.
Pour le reste, l'article 17 de la constitution rappelle que la propriété est « un droit inviolable et sacré », mais ce droit de propriété privée accordé à la révolution française a rapidement été contredit par le droit minier (en cours de rénovation), qui via l'État, octroie des permis d'exploration puis des « concessions », qui peuvent aussi « permettre d'exproprier un individu de sa propriété pour y stocker un bien qui pourrait s’apparenter à un déchet » (CO2 notamment via le stockage géologique). Une autorisation ministérielle, dite titre minier est nécessaire pour exploiter, mais aussi pour « explorer » le sous-sol : concession et « permis d'exploitation » (dans les DOM). Chaque titre est attribué par décret en Conseil d'État à un particulier ou une société (devant prouver des capacités techniques et financières compatibles avec les besoins des recherches et de l'exploitation visées) après une procédure d'étude par les services de l'État sur la base d'un périmètre. Le titre porte explicitement sur une ou plusieurs ressources concernés. Le titulaire dispose alors d'un droit exclusif de recherche et d'exploitation dans son périmètre. Le titre était autrefois perpétuel, mais il est de durée limitée depuis une réforme de 1919. Un concessionnaire peut renoncer à son titre quand il le souhaite (renonciation totale ou partielle, après autorisation de l'autorité concédante par arrêté ministériel). Le propriétaire du titre peut être déchu de sa concession s'il ne l'exploite pas et les titres de sociétés dissoutes, héritages indivis peuvent être annulées et réattribués par l'autorité concédante (via un arrêtés de retrait).
Une réforme du code minier, en cours pourraient changer certaines règles d'attribution ou de contrôle. Pour préparer cette réforme, la ministre de l'écologie Nathalie Kosciusko-Morizet a en 2011 confié une mission à un avocat spécialisé dans le droit de l'environnement (Me Arnaud Gossement).

## Évolutions, surveillance
Le sous-sol évolue physiquement, géographiquement, géologiquement et biologiquement.
Il évolue en partie de manière naturelle (sous l'effet de la dérive des continents et des grands processus d'érosion/sédimentation, en lien avec l'aléa sismique naturel). Il évolue aussi (et de plus en plus depuis l'« Anthropocène ») sous l'effet d'activités humaines. Celles-ci peuvent notamment induire :
- des glissements de terrain (ex : à la suite de déforestations et de constructions sur pentes instables) ;
- des évolutions physicochimiques (ex : drainage acide minier) ;
- des évolutions hydrogéologiques (ex : rabattement de nappe, ou au contraire remontée rapide d'une nappe à la suite d'un arrêt de pompage industriel ou d'eau potable (puits pollué)…) ;
- des bouleversements physiques (ex : affaissements miniers, effondrements de catiches) ;
- des « séismes induits » (microséismes fréquents et plus rarement des séismes plus importants, par exemple à cause du poids de grands barrages, ou à la suite de leurs cycles de remplissage/vidange, ou par des pompages ou exploitations minières, pétrolière ou gazière, à la suite de la fracturation hydraulique, etc.) ;
- un volcan de boue en Indonésie (Volcan de boue de Sidoarjo, actif (50 000 m3 par jour) depuis que le 28 mai 2006, un forage pétro-gazier a mis en contact une nappe souterraine de boue sous pression (située à 2 834 mètres de profondeur) avec la surface ;
- d'autres risques peuvent se superposer au risque sismique et en aggraver fortement les dégâts. Ce qui fut le cas au Japon avec une situation de Genpatsu-Shinshai (tremblement de terre + accident nucléaire + tsunami) en 2011, qui a mis à mal la centrale nucléaire de Fukushima.

Pour ces raisons, de nombreux pays ont mis en place une veille ou une certaine surveillance de leur sous-sol (pour les risques sismiques, géologiques et miniers principalement). Cette surveillance est souvent centrée sur les zones jugées à risques et enjeux forts.
À titre d'exemple, en France :
- la surveillance du sous-sol est partagée par les communes (cartographie et surveillance des cavités souterraines, de type catiches par exemple), le BRGM et l'Ineris (Risques sols et sous-sols), l'État et les DREALs, les SDIS et le CEA (surveillance sismique par un réseau de sismographes), le risque sismique étant l'un des enjeux de sécurité pour l'Industrie nucléaire, mais aussi pour de nombreux aménagements souterrains (pipelines, gazoducs, tunnels et autres réseaux souterrains, activité minière…). Les Agences de l'eau, avec le BRGM suivant avec attention d'évolution des nappes souterraines ;
- en 1975, le service géologique national du BRGM a reçu comme mission (avec l' Institut français des sciences et technologies des transports, de l’aménagement et des réseaux (IFSTTAR) et d'autres) de réaliser une Cartographie (qu'il a choisi de faire au 1/25000) du risque de mouvement du sol et du sous-sol, afin notamment d'aider les administrations, élus et techniciens à établir des documents d'urbanisme (POS puis PLU et SDAU) prenant mieux en compte ces risques ; la méthodologie de production des cartes des ZERMOS (Zones Exposées à des Risques liés aux MOuvements du Sol et du sous-sol) n'était toutefois pas consensuelle[27], qui contribue à la prévention des risques via la détection, prévention, surveillance et traitement de ces risques)[28].

## Sciences participatives
De nombreux collectionneurs de minéraux s’intéressent au sous-sol. Ils bénéficient maintenant de cartes géologiques plus précises et de logiciels libres en géologie et de SIG libres.